# Urangaua analis
Urangaua analis är en skalbaggsart som först beskrevs av Julius Melzer 1935.  Urangaua analis ingår i släktet Urangaua och familjen långhorningar. Inga underarter finns listade i Catalogue of Life.